# Morirse en domingo
Morirse en domingo es una película mexicana de drama estrenada en 2006, dirigida por Daniel Gruener.

## Sinopsis
La producción cuenta sobre un joven proveniente de una familia de "clase media", quién se llama Carlos, hijo de un contador neurótico, el cual es un chico extraño, que por su aspecto nos hace pensar que es un emo. 
Este individuo se ve comprometido en una situación bastante difícil, pues su tío fallece un domingo, conocido día mexicano e internacional de descanso, que para desgracia de su familia, al parecer no encuentran servicios funerarios decentes disponibles, pero encuentran servicios de una funeraria establecida en un rumbo peligroso. 
La funeraria es atendida por Joaquín, un agente corrupto y de mala reputación, quien tiene tratos con la Agencia forense de la PGR y con la Escuela Superior de Medicina del IPN (donde incluso fueron filmadas algunas secuencias).
Que para mala suerte del personaje principal, un afamado y corrupto político se fuga del país, simulando su muerte, por lo que la PGR, al ser pagada por este, recurren a Joaquín para la entrega de un cuerpo. 
Estos sucesos han de desencadenar acciones y emociones en las escenas, donde estará presente los dilemas en valores como la honestidad. Criticando la corrupción, al actual y fallido sistema fiscal y judicial en México.

## Reparto
- Silverio Palacios como Joaquín Vidal, el agente funerario.
- Humberto Busto como Carlos.
- Maya Zapata como Ana Vidal, hija de Joaquín.
- Fernando Becerril como Raúl, el padre de Carlos.
- Rosa María Bianchi como Laura, madre de Carlos.
- Paulina Gaitán como Isabel, hermana de Carlos.
- Rafael Simón como Javier, amigo de Carlos.
- Raúl Méndez como Eleuterio.
- Axel Ricco como "Drácula".
- Enrique Arreola como el Tipográfo.
- José Ángel Bichir como Jorge Inzunza, amigo de Carlos.

## Ambientación
La película está ambientada en la Unidad Habitacional Nonoalco-Tlatelolco, en la presente época. Recorriendo algunas calles del Centro Histórico de la Ciudad de México, el Eje Central Lázaro Cárdenas, Río Churubusco y la Avenida Central que conecta a la urbe capitalina con el Estado de México. En cuestión de la funeraria, esta al parecer puede que esté ambientada en una zona marginal, como el pueblo de San Lorenzo Tezonco, Iztapalapa o en el municipio de Nezahualcóyotl. 

## Recepción y difusión internacional
La película fue proyectada por primera vez el 21 de septiembre de 2006 en el Festival de Cine de San Sebastián, recibiendo muy buenas críticas de manos de la prensa española. Se presentó por primera vez en México en el Festival de Cine de Morelia, el 15 de octubre del mismo año. Además de exhibiciones en el Festival de Cine de Mar del Plata y en el Festival de Cine de Toronto, donde se difundió en los países angloparlantes bajo el nombre de «Never on a Sunday».